# Sophia Rosenhane
Sophia Eleonora Rosenhane, gift Jennings, född 29 augusti 1757, död 21 augusti 1837 på Täckhammar, var en svensk friherrinna och mecenat. 

## Biografi
Sophia Rosenhane var syster till statssekreterare Schering Rosenhane och bodde på gården Täckhammar i Bärbo socken i Södermanland. Täckhammar var granngård till hennes barndomshem Tistad utanför Nyköping. Under sin barndom var hon lekkamrat till prinsessan Sofia Albertina av Sverige, som fortfarande umgicks med henne under Karl Johans tid som tronföljare på 1810-talet. Hon ska också ha "stått i mycken nåd" hos drottning Sofia Magdalena. 
Rosenhane var enligt beskrivning "lika utmärkt igenom sitt odlade förstånd, som för sitt ädla hjärta", och hon gjorde sig känd och respekterad som mecenat och finansiär för konsten. Hon och hennes make donerade 1822 den del av det Rosenhanska biblioteket som handlade om Nordens och Sveriges historia, språk och litteratur till Kungl. Vitterhets historie och antikvitets akademien. Resten av biblioteket donerades till  Uppsala universitet och Strängnäs gymnasium. 
I det första nationella porträttgalleriet på Gripsholms slott under 1820-talet ingick hennes porträtt bland tavlorna av sex berömda svenska kvinnor ur historien; de övriga var heliga Birgitta, Hedvig Charlotta Nordenflycht, Barbro Stigsdotter (Svinhufvud), Vendela Skytte och Sophia Elisabet Brenner.
Hon gifte sig 17 juni 1802 i Stockholm med hovmarskalken Johan Jakob Frans Jennings, född 1762, i hans andra gifte. Hans far Frans innehade sedan 1798 Skånelaholms fideikommiss i Skånela socken i Uppland.  Efter faderns död 1809 blev Johan Jennings dess näste innehavare. 
Äktenskapet med Johan Jennings blev barnlöst och maken avled i Stockholm 1828. Med hennes död 1837 utslocknade den friherrliga ätten Rosenhane. Hon begravdes i familjegraven i Husby-Oppunda kyrka.